# Garagoumsa
Garagoumsa este o comună rurală din departamentul Mirriah, regiunea Zinder, Niger, cu o populație de 45.828 de locuitori (2001).